# Spring Awakening
Spring Awakening è un musical rock, vincitore di numerosi Tony Awards, su musiche di Duncan Sheik e con libretto e testi di Steven Sater. Il musical si basa sulla controversa pièce Risveglio di primavera, scritta nel 1891 da Frank Wedekind.
Ambientato nella Germania del diciannovesimo secolo, il musical ha per protagonisti un gruppo di adolescenti alle prese con la scoperta e sperimentazione della propria sessualità. Questi, loro malgrado, verranno a contatto con la moralità della società e con l'ipocrisia degli adulti. L'opera originale è stata vietata in Germania per la sua rappresentazione di masturbazione, aborto, stupro e suicidio.
Dopo una serie di workshop, concerti e riscritture, durate per un periodo di sette anni, Spring Awakening è stato rappresentato per la prima volta Off-Broadway dalla Atlantic Theater Company di New York il 19 maggio 2006, successivamente è stata portata in scena a Broadway il 10 dicembre 2006 al Eugene O'Neill Theatre, ricevendo recensioni favorevoli. Nel 2007 il musical ha ottenuto undici candidature ai Tony Awards, vincendone otto, tra cui miglior regia, migliori musiche, miglior libretto e miglior attore, inoltre ha vinto quattro Drama Desk Awards. La produzione è stata diretta da Michael Mayer mentre le coreografie sono di Bill T. Jones.
Le registrazioni originali del cast sono state pubblicate in un album, su etichetta Decca Broadway il 12 dicembre 2006, che ha vinto un Grammy Award. La chitarra utilizzata da Duncan Sheik per comporre le musiche è esposta presso la biblioteca di New York.
Spring Awakening ha chiuso a Broadway il 18 gennaio 2009, dopo 888 spettacoli (859 a Broadway, 29 anteprime).

## Trama

### Atto I
Wendla Bergmann, un'adolescente nella Germania del tardo secolo XIX, si lamenta che sua madre non le ha mai dato un modo di affrontare le cose e non le ha mai insegnato le lezioni che dovrebbe imparare nella sua vita ("Mama Who Bore Me").
Dice alla madre che è arrivata l'ora che impari da dove arrivano i bambini, soprattutto considerato che sta per diventare zia per la seconda volta e non sa come ciò possa avvenire. Tuttavia la madre non riesce a spiegarle i fatti con chiarezza e racconta a Wendla che una donna, per poter concepire un bambino, deve amare suo marito con tutto il suo cuore. Le altre ragazze nella cittadina sembrano a loro volta essere innocenti e frustrate dalla mancanza di chiarezza sull'argomento ("Mama Who Bore Me" (Ripresa)).
A scuola, alcuni ragazzi stanno studiando Virgilio durante una lezione di Latino. Quando Moritz Stiefel, un giovane ragazzo sensibile ed emotivo, sbaglia a citare una frase a causa di un colpo di sonno, l'insegnante lo riprende severamente. Melchior Gabor, un compagno di classe di Moritz estremamente intelligente e ribelle, prova a difenderlo ma l'insegnante non lo ascolta e lo punisce con una bacchettata sulla mano. Melchior riflette sulla superficialità e sulla visione ristretta del mondo nella società e nella scuola e sul suo intento di cambiare le cose ("All That's Known").
Moritz descrive un sogno che gli impedisce di dormire la notte e Melchior si rende conto che Moritz sta avendo dei sogni di natura erotica. Per consolare l'amico confuso e preso dal panico, Melchior, che ha appreso tutto sul sesso dai libri, dice a Moritz che è normale per i ragazzi sognare questo genere di cose alla loro età. I ragazzi raccontano la frustrazione provocata dai loro pensieri e dai loro desideri ("The Bitch of Living").
Moritz, che non si sente a suo agio a parlare di sesso di persona, chiede a Melchior di scrivergli un tema sull'argomento, completo di disegni e Melchior acconsente.
Nel frattempo alcune ragazze trascorrono il tempo insieme dopo scuola e si prendono in giro, immaginando matrimoni con i ragazzi del loro paese. In cima alla lista dei più desiderati c'è l'affascinante e ribelle Melchior. Nel frattempo, Hanschen e George, amici e compagni di classe, si lasciano andare ai loro pensieri proibiti: Hanschen si masturba guardano una cartolina erotica d'epoca e Georg, studente di pianoforte, si lascia andare a pensieri equivoci sulla sua prosperosa insegnante ("My Junk").
Moritz ha letto con attenzione e interesse il tema che Melchior gli ha preparato, ma si lamenta del fatto che le sue nuove conoscenze che ha appreso sul sesso non hanno fatto che rendere i sogni più vividi e insopportabili. Melchior prova a calmare e confortare il suo amico, rispondendo alle sue domande (tra cui cosa può provare una donna quando fa sesso con un uomo). Tutti i ragazzi e le ragazze esprimono il loro desiderio di contatto fisico e di essere toccati ("Touch Me"). Nonostante le parole di Melchior, Moritz scappa via frustrato e nervoso.
Tempo dopo, mentre Wendla raccoglie dei fiori per sua madre nel bosco incontra Melchior, che sta scrivendo nel suo diario le sue riflessioni sull'”origine della vergogna”. I due trascorrono il tempo insieme parlando di come si siano allontanati l'uno dall'altro da quando erano bambini. Entrambi, tra sé e sé, considerano come sarebbe lasciarsi andare ai loro desideri sessuali, ma non cedono ("The Word of Your Body").
A scuola Moritz riesce a vedere di soppiatto il risultato del suo ultimo compito in classe ed è felicissimo perché ciò gli assicura la promozione a fine semestre. Tuttavia, gli insegnanti parlano tra di loro e, convenendo sul fatto che non è possibile promuovere tutti, decidono di bocciare comunque Moritz.
Nel frattempo, le ragazze si trovano di nuovo fuori da scuola dopo le lezioni. Per caso, in un discorso, emerge una verità raccapricciante: Martha, una di loro, ammette accidentalmente che suo padre abusa di lei fisicamente e sessualmente e che la madre, che apparentemente ignora questo fatto, non fa nulla per fermarlo. Le altre ragazze sono scioccate dal suo racconto ma Martha fa promettere loro di non dire niente per evitare che lei finisca come Ilse, una delle loro amiche d'infanzia, che ora vaga per la città e la zona circostante senza un luogo dove dormire perché i suoi genitori l'hanno cacciata di casa ("The Dark I Know Well").
Più tardi, Wendla trova nuovamente Melchior nel bosco e gli racconta degli abusi che Martha subisce e Melchior reagisce con orrore. Wendla, che nel profondo dell'animo si chiede cosa provi Martha, con la volontà di comprenderlo chiede a Melchior di picchiarla con un bastone. Melchior dapprima si rifiuta categoricamente ma alla fine cede alle suppliche di Wendla, disperata dalla voglia di provare qualcosa di forte, e accetta con riluttanza. La picchia sul fondoschiena con il bastone e si fa trascinare, picchiandola sempre più forte fino a buttarla a terra. Scioccato e disgustato da ciò che ha fatto, fugge via lasciando Wendla nel bosco. Wendla, una volta rialzatasi, scopre che Melchior ha dimenticato là il suo diario. Lo raccoglie e torna a casa.
Moritz riceve la notizia di essere stato bocciato e, quando lo comunica a suo padre, egli reagisce con rabbia, picchiandolo con la cinghia. Il ragazzo, disperato, scrive alla madre di Melchior, la sua unica amica adulta, chiedendole soldi per andare in America a cercare fortuna. La risposta di lei è gentile ma categorica: dice di non potergli dare il denaro, ma promette di scrivere ai suoi genitori per addolcirli ("And Then There Were None").
Durante una tempesta, Melchior si rifugia in una stalla, disperato e arrabbiato, sentendosi bloccato tra l'infanzia e l'età adulta. ("The Mirror-Blue Night"). Viene raggiunto da Wendla, che è venuta per restituirgli il suo diario, ed entrambi, con esitazione, si scusano per ciò che è successo l'ultima volta che si sono incontrati. Dopo un po', i due cominciano a baciarsi e Wendla si oppone, riluttante. Melchior insiste e alla fine la ragazza, capendo che ciò che stanno per fare è qualcosa di molto intenso, diverso da qualsiasi altra cosa che ha provato nella sua vita, cede alla passione. I due dunque si lasciano andare e fanno l'amore ("I Believe").

### Atto II
Wendla e Melchior concludono il loro momento di intimità nella stalla; riflettono e discutono su quanto è appena accaduto ("The Guilty Ones").
Al calare della sera, Moritz, cacciato di casa dal padre, vaga per la città con una pistola in tasca ("Don't Do Sadness"). Incontra Ilse, che ha trovato rifugio in una colonia di artisti. Lei rivanga con lui alcuni ricordi della loro infanzia ("Blue Wind").
La ragazza lo invita ad andare con lei, per chiacchierare e forse qualcosa di più, ma Moritz declina l'offerta ("Don't Do Sadness/Blue Wind"). Delusa e ferita dal suo rifiuto, Ilse se ne va. Lui improvvisamente cambia idea e cerca di chiamarla ma è troppo tardi, è già sparita. Moritz sente di aver perso tutto e vede il mondo molto freddo e buio. Convinto di non avere più nessuno a cui rivolgersi, Moritz si spara.
Al funerale di Moritz, tutti i suoi amici lasciano un fiore sulla sua tomba e Melchior condanna il padre dell'amico per essere stato così crudele con lui, portandolo al suicidio ("Left Behind"). Ritornati a scuola, il preside e l'insegnante pensano sia meglio sviare l'attenzione dalla morte Moritz, che è stata una conseguenza diretta delle loro azioni. Cercando tra gli oggetti di Moritz, trovano il tema sul sesso che Melchior gli aveva scritto e lo incolpano per la morte dell'amico. Melchior però sa che non è colpa sua ma non può fare niente per dimostrarlo e così viene espulso ("Totally Fucked").
Altrove, quella notte, Hanschen incontra il timido e delicato Ernst. In una scena di carattere comico, Hanschen condivide con l'amico la sua visione pragmatica della vita e lo seduce. “Io? Sono come un gattino. Lecco via la panna”: questo è il modo di pensare di Hanschen, che sostiene di essere speciale perché sa come aggirare il sistema a proprio vantaggio. Questa è la prima esperienza sessuale di Ernst, così, sedotto dai discorsi di Hanschen, gli confessa di amarlo e i due si scambiano un bacio appassionato ("The Word of Your Body" (Ripresa)).
Nel frattempo Wendla è malata e sua madre la porta dal dottore, che le diagnostica l'anemia e le prescrive alcune medicine. Tuttavia prende la madre di Wendla da parte e le comunica che sua figlia è incinta. Quando sua madre l'affronta sull'argomento, Wendla è completamente scioccata e ignara di come ciò sia potuto accadere. Si rende conto che sua madre le ha mentito quando le ha detto come vengono concepiti i bambini; la incolpa per non averle detto la verità, ma lei rifiuta la responsabilità di ciò che è accaduto e insiste perché Wendla le dica chi è il padre. Wendla con riluttanza le consegna una nota che Melchior le ha dato dopo il loro incontro nella stalla. Dopo che sua madre se ne va, Wendla riflette sulla sua situazione e di come le circostanze l'hanno fatta giungere dov'è, ma pensa con ottimismo al suo futuro figlio ("Whispering").
Nel frattempo, i genitori di Melchior litigano sul figlio; la madre è convinta che il tema che ha scritto a Moritz non è una ragione sufficiente per mandarlo al riformatorio. Quando il padre di Melchior però le comunica che Wendla è incinta, accetta e Melchior parte, all'oscuro della gravidanza della ragazza.
Al riformatorio, Melchior finisce in una rissa con alcuni ragazzi che gli rubano una lettera che ha ricevuto da Wendla e la usano in un gioco di masturbazione per prenderlo in giro. Dalle parole della lettera, lette da uno dei ragazzi, Melchior apprende che Wendla è incinta e scappa dal riformatorio per andare a trovarla. Non sa che la madre di Wendla l'ha portata da qualcuno per farsi fare un aborto. Quando Melchior arriva in città, manda un messaggio alle amiche di Wendla, dicendo loro di dirle di incontrarlo al cimitero a mezzanotte. Lì, scorgendo la tomba di Moritz, promette a sé stesso di crescere con Wendla il loro bambino in un ambiente aperto e compassionevole. Wendla è in ritardo e lui comincia a sentirsi un po' a disagio. Guardandosi attorno, scorge una tomba nuova che prima non aveva notato e leggendo il nome sulla lapide scopre che è la tomba di Wendla, morta da complicazioni dovute all'aborto. Devastato da questa scoperta, tira fuori un coltello con l'intenzione di uccidersi ma gli spiriti di Moritz e Wendla emergono dalle loro tombe per offrirgli la loro forza. Lo convincono ad andare oltre nel suo cammino e lui decide di vivere e di portarsi con sé la memoria dei due amici per sempre. “Not gone, not gone” (non ti abbiamo lasciato) assicura Wendla ("Those You've Known").
Guidati da Ilse, tutta la compagnia si unisce sul palco per cantare "The Song of Purple Summer", sulla vita e la speranza.

## Numeri musicali
Atto I
- "Mama Who Bore Me" – Wendla
- "Mama Who Bore Me (Reprise)" – Wendla e le ragazze
- "All That's Known" – Melchior
- "The Bitch of Living" – Moritz, Melchior e i ragazzi
- "My Junk" – Ragazzi e ragazze
- "Touch Me" – Ragazzi e ragazze
- "The Word of Your Body" – Wendla e Melchior
- "The Dark I Know Well" – Martha, Ilse e i ragazzi
- "And Then There Were None" – Moritz e i ragazzi
- "The Mirror-Blue Night" – Melchior e i ragazzi
- "I Believe" – Ragazzi e ragazze

Atto II
- ++"There Once Was a Pirate"/"The Guilty Ones" – Wendla, Melchior, ragazzi e ragazze
- "Don't Do Sadness" – Moritz
- "Blue Wind" – Ilse
- "Don't Do Sadness/Blue Wind" – Moritz e Ilse
- "Left Behind" – Melchior, ragazzi e ragazze
- "Totally Fucked" – Melchior e l'intera compagnia (eccetto Moritz)
- "The Word of Your Body (Reprise)" – Hanschen, Ernst, ragazzi e ragazze
- "Whispering" – Wendla
- "Those You've Known" – Moritz, Wendla e Melchior
- "The Song of Purple Summer" – Ilse e l'intera compagnia

++Nota: "The Guilty Ones" ha sostituito "There Once Was A Pirate", apertura dell'atto II della versione off-Broadway, disponibile come bonus track cantata dal compositore Duncan Sheik

## Produzione

### Edizione italiana
Lo spettacolo, messo in scena dalla compagnia TodoModo Music-All, ha iniziato le fasi di preview il 12 dicembre 2012. La tournée ufficiale è iniziata a Livorno, Teatro Goldoni, il 23 ottobre 2013 con la regia di Emanuele Gamba e la direzione musicale di Stefano Brondi. Queste le date del tour http://www.springawakening.it/calendario/

## Cast
|                | Broadway, 2006                                                                                           | Sostituzioni notevoli                                                                                            | Cast finale di Broadway, 2008                                                                                    | Tour USA, 2008                                                                           | Londra, 2009                                                                                | Italia 2015         |
| -------------- | --- | --- | --- | ---------------------------------------------------------------------------------------- | ------------------------------------------------------------------------------------------- | ------------------- |
| Melchior       | Jonathan Groff                                                                                           | Kyle Riabko | Hunter Parrish                                                                                                   | Kyle Riabko, Matt Doyle                                                                  | Aneurin Barnard                                                                             | Federico Marignetti |
| Wendla         | Lea Michele                                                                                              | Alexandra Socha                                                                                                  | Alexandra Socha                                                                                                  | Christy Altomare                                                                         | Charlotte Wakefield                                                                         | Arianna Battilana   |
| Mortiz         | John Gallagher Jr.                                                                                       | Blake Bashoff | Gerard Canonico                                                                                                  | Blake Bashoff                                                                            | Iwan Rheon                                                                                  | Flavio Gismondi     |
| Uomo adulto    | Stephen Spinella                                                                                         | Glenn Flescher                                                                                                   | Glenn Flescher                                                                                                   | Richard Cordery                                                                          | Henry Stram                                                                                 | Gianluca Ferrato    |
| Donna adulta   | Christine Estabrook                                                                                      | Kate Burton, Kristine Nielsen                                                                                    | Christine Estabrook                                                                                              | Angela Reed                                                                              | Sian Thomas                                                                                 | Francesca Gamba     |
| Ilse           | Lauren Pritchard                                                                                         | Emma Hunton | Emma Hunton | Steffi DiDomenicantonio                                                                  | Lucy May Barker                                                                             | Tania Tuccinardi    |
| Georg/Dieter   | Skylar Astin                                                                                             | Andrew Durand | Andrew Durand | Joe Slovick                                                                              | Matt Shingledecker                                                                          | Vincenzo Leone      |
| Martha         | Lilli Cooper                                                                                             | Jenna Ushkowitz                                                                                                  | Amanda Castaños                                                                                                  | Sarah Hunt                                                                               | Hayley Gallivan                                                                             | Paola Fareri        |
| Ernst/Reinhold | Gideon Glick                                                                                             | | Blake Daniel | Ben Moss                                                                                 | Harry McEntire                                                                              | Andrea Simonetti    |
| Otto/Ulbrecht  | Brian Johnson                                                                                            | Gabe Violett | Gabe Violett | Edd Judge                                                                                | Anthony Lee Medina                                                                          | David Marzi         |
| Anna           | Phoebe Strole                                                                                            | Emily Kinney | Emily Kinney | Natasha Barnes                                                                           | Gabrielle Garza                                                                             | Francesca Brusati   |
| Hanschen/Rupet | Jonathan B. Wright                                                                                       | Matt Doyle | Matt Doyle | Andy Mientus                                                                             | Jamie Blackley                                                                              | Renzo Guddemi       |
| Thea           | Remy Zaken                                                                                               | Caitlin Kinnunen                                                                                                 | Caitlin Kinnunen                                                                                                 | Evelyn Hoskins                                                                           | Kimiko Glenn                                                                                | Albachiara Porcelli |
| Ensemble       | Gerard Canonico, Krysta Rodriguez, Jennifer Damiano, Robert Hager, Rob Devaney, Frances Mercanti Anthony | Morgan Karr, Alice Lee, Eryn Murman, Zachary Reiner-Harris, Frances Mercanti Anthony, Tony Carlin, Jesse Swenson | Morgan Karr, Alice Lee, Eryn Murman, Zachary Reiner-Harris, Frances Mercanti Anthony, Tony Carlin, Jesse Swenson | Julie Benko, Perry Sherman, Claire Sparks, Lucas Wells, Chase Davidson, Krystina Alabado | Chris Barton, Natalie Garner, Mona Goodwin, Jamie Muscato, Gemma O’Duffy, Richard Southgate |                     |

## Riconoscimenti
Tony Awards
- Vinto/Miglior musical
- Vinto/Miglior libretto di un musical (Steven Sater)
- Vinto/Miglior colonna sonora originale (Musiche e/o testi) Scritte da Duncan Sheik (musiche) Steven Sater (testi)
- Candidatura/Miglior attore protagonista in un musical (Jonathan Groff)
- Vinto/Miglior attore non protagonista in un musical (John Gallagher Jr.)
- Vinto/Miglior regista di un musical (Michael Mayer)
- Vinto/Migliori coreografie (Bill T. Jones)
- Vinto/Migliori musiche (Duncan Sheik)
- Candidatura/Miglior scenografia per un musical (Christine Jones)
- Candidatura/Migliori costumi per un musical (Susan Hilferty)
- Vinto/Migliori luci per un musical (Kevin Adams)

Outer Critics Circle Awards
- Vinto/Outstanding New Broadway Musical
- Vinto/Outstanding New Score (Broadway o Off-Broadway)
- Vinto/Outstanding Director of a Musical (Michael Mayer)

New York Drama Critics Circle Award
- Vinto/Miglior musical

Grammy Awards
- Vinto/Grammy Award for Best Musical Show Album

Drama Desk Awards
- Vinto/Outstanding Musical
- Candidatura/Outstanding Actor in a Musical (John Gallagher Jr.)
- Candidatura/Outstanding Actor in a Musical (Jonathan Groff)
- Candidatura/Outstanding Actress in a Musical (Lea Michele)
- Vinto/Outstanding Director of a Musical (Michael Mayer)
- Candidatura/Outstanding Choreography (Bill T. Jones)
- Vinto/Outstanding Music (Duncan Sheik)
- Vinto/Outstanding Lyrics (Steven Sater)
- Candidatura/Outstanding Book of a Musical (Steven Sater)
- Candidatura/Outstanding Orchestrations (Duncan Sheik)

Drama League Awards
- Vinto/Distinguished Production of a Musical
- Candidatura/Distinguished Performance (John Gallagher Jr.)
- Candidatura/Distinguished Performance (Jonathan Groff)

Lucille Lortel Awards
- Vinto/Outstanding Musical (ex aequo con In the Heights)
- Candidatura/Outstanding Director (Michael Mayer)
- Candidatura/Outstanding Choreographer (Bill T. Jones)
- Candidatura/Outstanding Costume Design (Susan Hilferty)
- Vinto/Outstanding Lighting Design (Kevin Adams)
- Candidatura/Outstanding Sound Design (Brian Ronan)

## Adattamento cinematografico
Nel 2008 la Here! ha realizzato una versione non musicale intitolata The Awakening of Spring.
La Warner Bros. ha annunciato la possibilità di portare il musical sul grande schermo, affidando la regia a McG.